# Liste der Eisschnelllaufweltbestleistungen im Stundenlauf Männer
Diese Liste enthält alle von der Internationalen Eislaufunion nicht offiziell als Eisschnelllauf-Weltrekord anerkannten Läufe der Männer in 60 Minuten (Weltbestleistung). Der „Stundenlauf“ ist ein Wettkampf von Einzelstartern auf einer Eisschnelllaufbahn. Unterstützung anderer Sportler, wie es beim Eis-Marathon oder dem Massenstart der Fall ist, ist nicht zugelassen.
| Nr.                                                               | Sportler             | Strecke (m) | Datum             | Ort                           | Besonderheiten | Bestand               |
| ----------------------------------------------------------------- | -------------------- | ----------- | ----------------- | ----------------------------- | -------------- | --------------------- |
| 1                                                                 | Charles Tebbutt      | 22591,00    | 1. März 1888      | Museumplein                   | H I, Bf, Ek    | 4 Jahre und 331 Tage  |
| 2                                                                 | Joe Donoghue         | 26292,00    | 26. Januar 1893   | Stamford                      | H I, Bf, En    | 2 Jahre und 25 Tage   |
| 3                                                                 | Albert Tebbit        | 26448,00    | 20. Februar 1895  | Speed Skating Centre Keystone | H III, Bf, En  | 3 Jahre und 324 Tage  |
| 4                                                                 | Charles Edgington    | 30985,00    | 10. Januar 1899   | Eisstadion Davos              | H III, Bf, En  | 7 Jahre und 19 Tage   |
| 5                                                                 | Coen de Koning       | 32370,00    | 29. Januar 1906   | Eisstadion Davos              | H III, Bf, En  | über 27 Jahre         |
| 6                                                                 | Léon Quaglia         | 32970,00    | Januar 1928       | Stade Olympique de Chamonix   | H III, Bf, En  | über 39 Jahre         |
| 7                                                                 | Tonny Ferwerda       | 34205,15    | 11. Februar 1968  | Thialf                        | H I, Bf, Ek    | 5 Jahre und 5 Tage    |
| 8                                                                 | Jan Roelof Kruithof  | 35246,82    | 16. Februar 1973  | Kunstijsbaan Drenthe          | H I, Bm, Ek    | 9 Tage                |
| 9                                                                 | Johan Wardenier      | 35392,80    | 25. Februar 1973  | Thialf                        | H I, Bf, Ek    | 2 Jahre und 363 Tage  |
| 10                                                                | Jan Roelof Kruithof  | 36971,00    | 23. Februar 1976  | Eisstadion Inzell             | H II, Bf, Ek   | 4 Jahre und 356 Tage  |
| 11                                                                | Jos Niesten          | 37638,26    | 13. Februar 1981  | Eisstadion Inzell             | H II, Bf, Ek   | 2 Jahre und 23 Tage   |
| 12                                                                | Jan Kooiman          | 38558,45    | 8. März 1983      | Eisstadion Inzell             | H II, Bf, Ek   | 3 Jahre und 265 Tage  |
| 13                                                                | Hilbert van der Duim | 39492,80    | 28. November 1986 | Thialf                        | H I, Bf, Ek    | 2 Jahre und 0 Tage    |
| 14                                                                | Robert Vunderink     | 39986,59    | 28. November 1988 | Thialf                        | H I, Bh, Ek    | 9 Jahre und 116 Tage  |
| Einführung des Klappschlittschuhs                                 |                      |             |                   |                               |                |                       |
| 15                                                                | Olaf Kotva           | 40194,99    | 24. März 1998     | Olympic Oval                  | H III, Bh, Ek  | 1 Jahr und 0 Tage     |
| 16                                                                | Roberto Sighel       | 41040,54    | 24. März 1999     | Olympic Oval                  | H III, Bh, Ek  | 4 Jahre und 354 Tage  |
| 17                                                                | Henk Angenent        | 41669,49    | 12. März 2004     | Olympic Oval                  | H III, Bh, Ek  | 3 Jahre und 3 Tage    |
| amtierender Eisschnelllauf-Weltbestleistungshalter im Stundenlauf |                      |             |                   |                               |                |                       |
| 18                                                                | Casper Helling       | 41969,10    | 15. März 2007     | Utah Olympic Oval             | H III, Bh, Ek  | 17 Jahre und 353 Tage |

- Stand: 27. September 2013[1]

| Nr.                               | Sportler             | Zeit       | Datum             | Ort               | Besonderheiten | Bestand              |
| --------------------------------- | -------------------- | ---------- | ----------------- | ----------------- | -------------- | -------------------- |
|                                   | Hilbert van der Duim | 39492,80   | 28. November 1986 | Thialf            | H I, Bf, Ek    | 1 Jahr und 85 Tage   |
| Einführung des Klappschlittschuhs |                      |            |                   |                   |                |                      |
|                                   | Olaf Kotva           | 39667,26 m | 21. Februar 1998  | Eisstadion Inzell | H II, Bf, Ek   | 27 Jahre und 10 Tage |

- Stand: 20. Dezember 2002[2]
- In den 1990er Jahren kam der Klappschlittschuh international erstmals zum Einsatz. Das Klappsystem, welches ein schnelleres Laufen ermöglicht, läutete spätestens seit den Olympischen Winterspielen 1998 den Wechsel ein.

Die Kürzel in „Besonderheiten“ bedeuten
- H = Höhenlage der Bahn; H I = bis 500 Meter, H II = über 500 Meter, H III = über 1000 Meter
- B = Anlage der Bahn; Bf = Freiluft (offen), Bh = Hallenbahn, Bm = Mix (halboffen, überdachte Laufbahn)
- E = Eis; Ek = künstlich (Kühlsystem), En = Natureis (ohne technisches Kühlsystem)